# Tatiana Petrenia
Tatiana Olegovna Petrenia (russe : Татьяна Олеговна Петреня) est une gymnaste trampoliniste biélorusse, née le 18 octobre 1981 à Moguilev, en RSS de Biélorussie. 
Son palmarès international est le suivant :
- championne du monde de trampoline individuel en 2017
- championne du monde de trampoline synchronisé en 2003 avec Galina Lebedeva
- vice-championne du monde par équipe en 1998, en 2015 et en 2017
- vice-championne du monde de trampoline synchronisé en 2014 avec Hanna Harchonak et en 2015 avec Hanna Harchonak
- médaillée de bronze mondiale de trampoline individuel en 2015
- médaillée de bronze mondiale de trampoline synchronisé en 2010 avec Katsiaryna Mironava et en 2017 avec Maryia Makharynskaya, et par équipe en 1999, en 2010 et en 2013
- championne d'Europe de trampoline synchronisé en 2002 et en 2004 avec Galina Lebedeva
- vice-championne d'Europe par équipe en 2000, en 2006 et en 2021 et en trampoline synchronisé en 2010 avec Katsiaryna Mironava
- médaillée de bronze européenne de trampoline individuel en 2006 et en 2008 et  par équipes en 2008

Elle participe aussi aux Jeux olympiques : en 2004 et en 2008, elle est éliminée en qualifications, tandis qu'elle obtient une cinquième place aux Jeux de 2012 et aux Jeux de 2016.